# Station Borris
Station Borris is een spoorwegstation in het Deense Borris. Het station ligt aan de lijn tussen Skjern en Skanderborg. Volgens de dienstregeling 2015 rijdt  op werkdagen ieder uur een trein richting Skanderborg - Aarhus en in de richting Skjern.